# Brookesia nana
Brookesia nana ist eine Art der Stummelschwanzchamäleons (Brookesiinae) aus dem nördlichen Madagaskar. Mit rund 22 bis 29 mm Gesamtkörperlänge gehört die Art möglicherweise zu den kleinsten Reptilien weltweit. Ihr Verbreitungsgebiet liegt im Sorata-Massiv, wo die Art im Bergregenwald vorkommt. Bisher wurden lediglich zwei Exemplare von Brookesia nana gefunden, weshalb über die Lebensweise der Tiere nichts Näheres bekannt ist.
Beide Tiere wurden 2012 im Rahmen einer Expedition gesammelt und 2021 als neue Art beschrieben. Gemeinsam mit ihrer Schwesterart Brookesia karchei und einer Reihe ähnlich kleinen Brookesia-Arten bildet sie die Untergattung Evoluticauda. In Ermangelung von Funden gibt es über die Größe und den Erhaltungsstatus der Population keine gesicherten Erkenntnisse. Wie andere Chamäleonarten Madagaskars dürfte Brookesia nana aber durch intensiven Holzschlag und den damit einhergehenden Habitatsschwund gefährdet sein.

## Forschungsgeschichte und Etymologie
Brookesia nana ist bislang (Stand 28. Januar 2021) nur von zwei Individuen, einem adulten Männchen (Holotypus ZSM 1660/2012) und einem adulten Weibchen (Paratypus UADBA-R/FGZC 3752) bekannt. Beide Belegexemplare wurden Ende November bis Anfang Dezember 2012 im Sorata-Massiv im Norden Madagaskars entdeckt und 2021 durch Frank Glaw, Jörn Köhler, Oliver Hawlitschek, Fanomezana M. Ratsoavina, Andolalao Rakotoarison, Mark D. Scherz und Miguel Vences erstmals beschrieben.
Der Artzusatz leitet sich vom Nominativ Singular des lateinischen Substantivs nana mit der Bedeutung „Zwergin“ ab.

## Merkmale

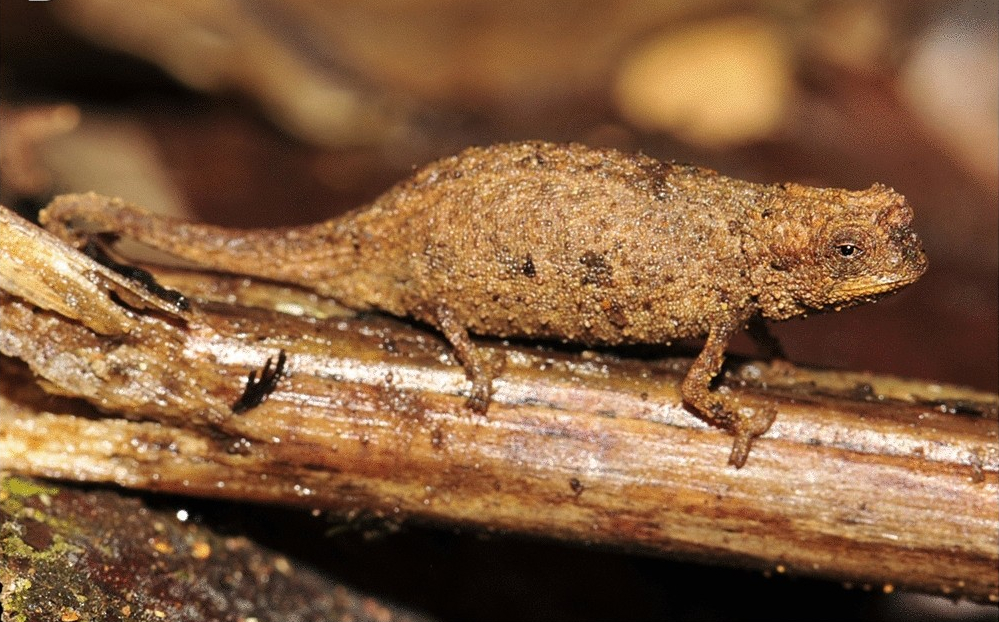
Brookesia nana (Paratypus UADBA-R/FGZC 3752)

Brookesia nana ist ein extrem kleinwüchsiger Vertreter der Gattung Brookesia. Das männliche Holotypusexemplar weist eine Kopf-Rumpf-Länge von 13,5 mm bei einer Gesamtlänge 21,6 mm auf. Das Weibchen (Paratypus) ist mit einer Kopf-Rumpf-Länge von 19,2 mm und einer Gesamtlänge von 28,9 mm etwas größer. Die voll entwickelten Hemipenes des Männchens und sich entwickelnde Eier des Weibchens belegen, dass es sich bei beiden Exemplaren nicht um Jungtiere, sondern um geschlechtsreife Adulttiere handelt.
Männchen zeigen eine blassbraune Grundfärbung mit etwas helleren, beigefarbenen Flecken am Rücken, die sich im Bereich der oberen Flanken zu vier undeutlich abgegrenzten Streifen ausdehnen. Das Grundmuster ist vereinzelt mit kleinen, schwärzlichen Flecken und Tuberkeln durchsetzt. Ein weiterer beigefarbener Fleck ist im vorderen Bereich des Kopfes vorhanden. Zwei dunkle Streifen verlaufen vom Auge zum Mundwinkel. Die Außenseite der Gliedmaßen ist etwas dunkler als der Körper und braun bis grau marmoriert. Die Augenlider weisen dunkle Streifen auf. Die Iris ist dunkelrot.
Die Grundfärbung der Weibchens ist braun, durchsetzt mit dunkler gefärbten Tuberkeln, Punkten und Flecken. Anzeichen einer Musterung, wie beim Männchen, sind nicht vorhanden.
Auf Basis der geringen Körpergröße, des verhältnismäßig kurzen Schwanzes, Reihen von Tuberkeln, die dorsolateral entlang der Wirbelsäule verlaufen, sowie eines dornartigen Fortsatzes im Hüftbereich (englisch pelvic spine) lässt sich die Art der Gattung Brookesia zuordnen. Brookesia nana unterscheidet sich von anderen Vertretern der Gattung durch die extrem geringe Körpergröße und den im Vergleich zur Kopf-Rumpf-Länge sehr kurzen, ungestachelten Schwanz. Darüber hinaus weist die Art einen dornartigen Fortsatz im Hüftbereich anstatt des typischen „Hüftschildes“ (englisch pelvic shield) auf. Auch durch ihre blassbraune Grundfärbung mit nur wenig dunkleren Akzenten sowie das Fehlen von Stacheln im Apikalbereich der Hemipenes heben sich die Tiere von ihren nächsten Verwandten ab.

## Systematik
Auf Basis seiner mitochondrialen DNA lässt sich Brookesia nana phylogenetisch gemeinsam mit rund einem Dutzend weiterer Arten in die Untergattung Evoluticauda einordnen. Diese Klade, die sich vor rund 43 Millionen Jahren im Eozän vom Rest der Gattung Brookesia abspaltete, versammelt Chamäleons, die ähnlich klein sind wie Brookesia nana. Innerhalb dieser Gruppe ist Brookesia karchei die nächste und mit mehr als 50 mm Gesamtlänge zugleich größte Verwandte der Art. Arten wie B. micra, B. minima, B. tedi und B. tuberculata, die vergleichbar kleine Körpermaße aufweisen, sind dagegen nicht näher verwandt. Ob es sich bei B. nana um eine „typische“ Vertreterin einer mit wenigen Ausnahmen äußerst klein geratenen Gruppe handelt oder ob sich die starke Verzwergung der Evoluticauda-Arten mehrmals unabhängig voneinander entwickelt hat, ist angesichts dieser Verwandtschaftsverhältnisse offen.
Das nebenstehende Kladogramm zeigt in vereinfachter Form die systematische Stellung von Brookesia nana innerhalb der Untergattung der Evoluticauda basierend auf molekulargenetischen Daten nach Glaw et al., 2021.

## Bestand und Status
Brookesia nana gehört zu den rund 14 % der rezenten Echsenarten (Stand 2021), die lediglich von ihrem Erstfundort bekannt sind. Angesichts dieser schlechten Fundlage lassen sich kaum sichere Rückschlüsse auf Größe und Entwicklung des Artbestandes ziehen. Es ist aber nicht unwahrscheinlich, dass B. nana nur ein räumlich äußerst begrenztes Areal bewohnt: Dies entspräche zumindest den bisherigen Erkenntnissen über andere Zwergarten der Gattung Brookesia. Auch eine starke Höhenvariation der Vorkommen wäre demnach nicht zu erwarten. Zum Zeitpunkt des Erstfundes war der Regenwald im Sorata-Massiv bereits stark im Rückgang begriffen. Vor allem in Tallagen weicht er dort landwirtschaftlich genutzten Flächen; aber auch in höheren Lagen kam es bis 2012 vermehrt zu Rodungen. Mittlerweile hat das Sorata-Massiv als Teil des COMATSA-Nord-Reservats zwar Schutzstatus erhalten, gleichwohl gibt es aber derzeit keine Übersicht über die Habitatsentwicklung in dem Gebiet. Frank Glaw und seine Mitautoren schlagen angesichts des wohl eng umgrenzten Areals, des Mangels an Fundorten und des Rückgangs von potentiellem Lebensraum so bald wie möglich eine Einstufung als critically endangered ‚vom Aussterben bedroht‘ durch die IUCN vor.